# Et maintenant
Et maintenant è un brano di Gilbert Bécaud; la musica è dello stesso interprete, mentre le parole sono di Pierre Delanoë. Venne pubblicato come singolo nel 1961.

## Genesi del brano
La genesi del brano è stata così raccontata dallo stesso Pierre Delanoë:
Il brano divenne subito un successo internazionale: rimase sei settimane in cima alla hit parade a partire dal 1 maggio 1961  ed il singolo vendette più di 400 000 copie.

## Versioni in altre lingue
Bécaud lo registrò anche in inglese (con parole di Carl Sigman) con il titolo di What Now My Love. Nel 1962, la canzone divenne una hit in Gran Bretagna in una versione di Shirley Bassey che rimase dieci settimane nella UK single chart, raggiungendo la quinta posizione. Successivamente, una versione di Sonny & Cher raggiunse il 14º posto.
In italiano, le versioni più famose sono:
- Dalida (Che mai farò, con il testo in italiano scritto da Michele L. Straniero[4])
- Connie Francis (Che mai farò)
- Pino Mauro (Se tu lo vuoi)
- Milva (Che mai farò)
- Ricchi e Poveri (E no e no)

## Struttura
Un rullante tiene quasi incessantemente il ritmo, che è un bolero.

Il testo parla di un amore finito: la disperazione e la rabbia aumentano nel crescendo (così come nella musica) fino all'ultimo tragico verso: 